# Ajayi Agbebaku
Ajayi Agbebaku (* 6. Januar 1955) ist ein ehemaliger nigerianischer Leichtathlet, der sich auf den Dreisprung spezialisiert hatte.
Erste internationale Erfolge erzielte er 1979 als Afrikameister im Dreisprung und im Weitsprung. Bei den Leichtathletik-Weltmeisterschaften 1983 in Helsinki gewann er mit einer Weite von 17,18 m die Bronzemedaille im Dreisprung hinter Zdzisław Hoffmann und Willie Banks.
Bei den Olympischen Spielen 1984 in Los Angeles belegte Agbebaku mit 16,67 m den siebten Platz. Kurz zuvor hatte er noch bei den Leichtathletik-Afrikameisterschaften in Rabat die Silbermedaille gewonnen. Zuletzt ging er bei den Leichtathletik-Weltmeisterschaften 1987 in Rom noch einmal an den Start, schied jedoch bereits in der Qualifikation aus.
Ajayi Agbebaku ist 1,85 m groß und hatte ein Wettkampfgewicht von 80 kg.

## Bestleistungen
- Dreisprung: 17,26 m, 8. Juli 1983, Edmonton